# Comedy Central (Asia)
Comedy Central Asia fue un canal de televisión de comedia propiedad de ViacomCBS, que transmite en el sudeste asiático y la versión nacional de la red internacional Comedy Central . Fue lanzado el 1 de noviembre de 2012. El canal se lanzó por primera vez en Singapur, seguido de otros países de Asia. La cadena transmitió la mayor parte de la programación posterior a 2000 que se ve en la cadena estadounidense, junto con varias otras programaciones, tanto de otras redes ViacomCBS como adquiridas a través de la sindicación. Comedy Central Asia y MTV China dejaron de emitirse el 1 de febrero de 2021. Sin embargo, los programas de Comedy Central Asia se mostrarán en Blue Ant Entertainment o Blue Ant Extreme .